# Syndrom suchého oka

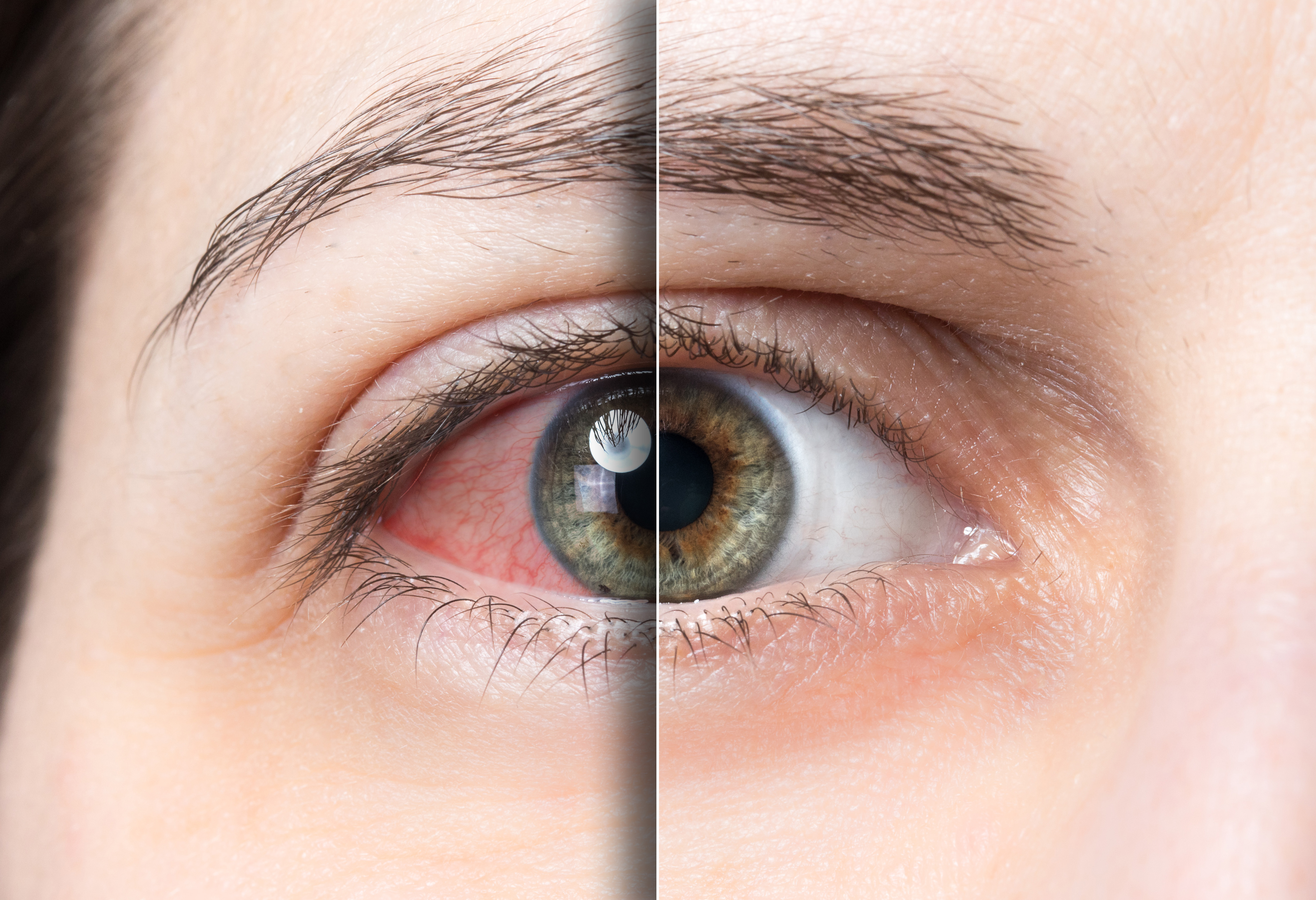
Zarudlé oko – typický příznak syndromu suchého oka

Syndrom suchého oka je jedna z nejčastějších očních chorob, kterou trpí až 40 % populace. Syndrom suchého oka je charakterizován očními symptomy a změnou očního povrchu, které jsou vyvolány nestabilitou slzného filmu nebo jeho hyperosmolaritou. Porušený slzný film si neplní dostatečně své funkce. Dojde ke změnám na spojivce a rohovce. Jako syndrom suchého oka označujeme stav, při kterém je porucha slzného filmu kvůli nedostatku slz, nebo jejich zvýšenému odpařování, a vede k poškození očního povrchu v oblasti interpalpebrální štěrbiny. Pacient začne pociťovat diskomfort.

## Symptomy
- pocit sucha
- únava očí
- pálení
- slzení
- pocit písku nebo cizího předmětu v očích
- zhoršené vidění měnící se během dne
- oko bývá lehce zarudlé, někdy světloplaché
- při těžším stavu může oko paradoxně slzet[5]

## Příčiny
Hlavní příčinou suchého oka jsou patologické změny vedoucí k nestabilitě slzného filmu. Sekundárně se tyto procesy projeví změnami na povrchu oka.
Na vzniku suchého oka se podílí:
- Věk a pohlaví pacienta – s věkem se lakrimální vylučování snižuje, okolo 60. roku věku nepokrývá bazální potřeby a mohou se začínat projevovat symptomy. Ženy mívají častěji suché oči než muži. Ve věkové skupině starších 40 let bývají nejčastější příčinou hormonální poruchy v souvislosti s klimakteriem.[4]
- Hormonální změny – snížená tvorba slz souvisí s činností endokrinních žláz, symptomy se mohou objevit zejména během klimakteria a po menopauze, během kojení, při odnětí pohlavních žláz, antiandrogenní léčbě, hypoovarismu, ovariektomii, při užívání antikoncepce na bázi estrogenu.
- Vliv vnějšího prostředí – přestože sekrece slz je dostatečná, povrch oka je suchý, příčinou mohou být přetopené nebo klimatizované prostory, kde je velmi suchý vzduch.
- Nezdravé návyky – při řízení auta nebo sledování obrazovky PC klesá frekvence mrkání.
- Farmakologické příčiny – hyposekrece se může dostavit jako vedlejší účinek při podávání antidepresiv, antihistaminik, anxiolytik, diuretik, anticholinergik (léčba Parkinsonovy choroby) a hypnotik.
- Imunopatické příčiny – mezi nejčastější autoimunitní onemocnění patří tzv. Sjögrenův syndrom, kdy dochází k postupné k destrukci endokrinních i exokrinních žláz doprovázené hyposekrecí slz.
- Dietetické příčiny – nejčastějším případem je avitaminóza vitamínu A, B2 a B12.
- Vývojové dysfunkce – nejčastější příčinou je malformace slzných žláz.
- Afekce – primární zanícení slzné žlázy, většinou infekční, může poškodit nebo dokonce zničit žlázy produkující vodnou složku slzného filmu, žlázy produkující lipidy a žlázy produkující mucin.
- Poranění – hyposekrece může být způsobena poškozením exokrinních žláz při estetických nebo terapeutických chirurgických výkonech, ozařování, působení iritujících látek, tepelné poškození, chirurgická excise spojivky apod.
- Neurologická nebo systémová onemocnění, např. diabetes mellitus, revmatické choroby, kolagenózy a další.[4]Slzné ústrojí [7]

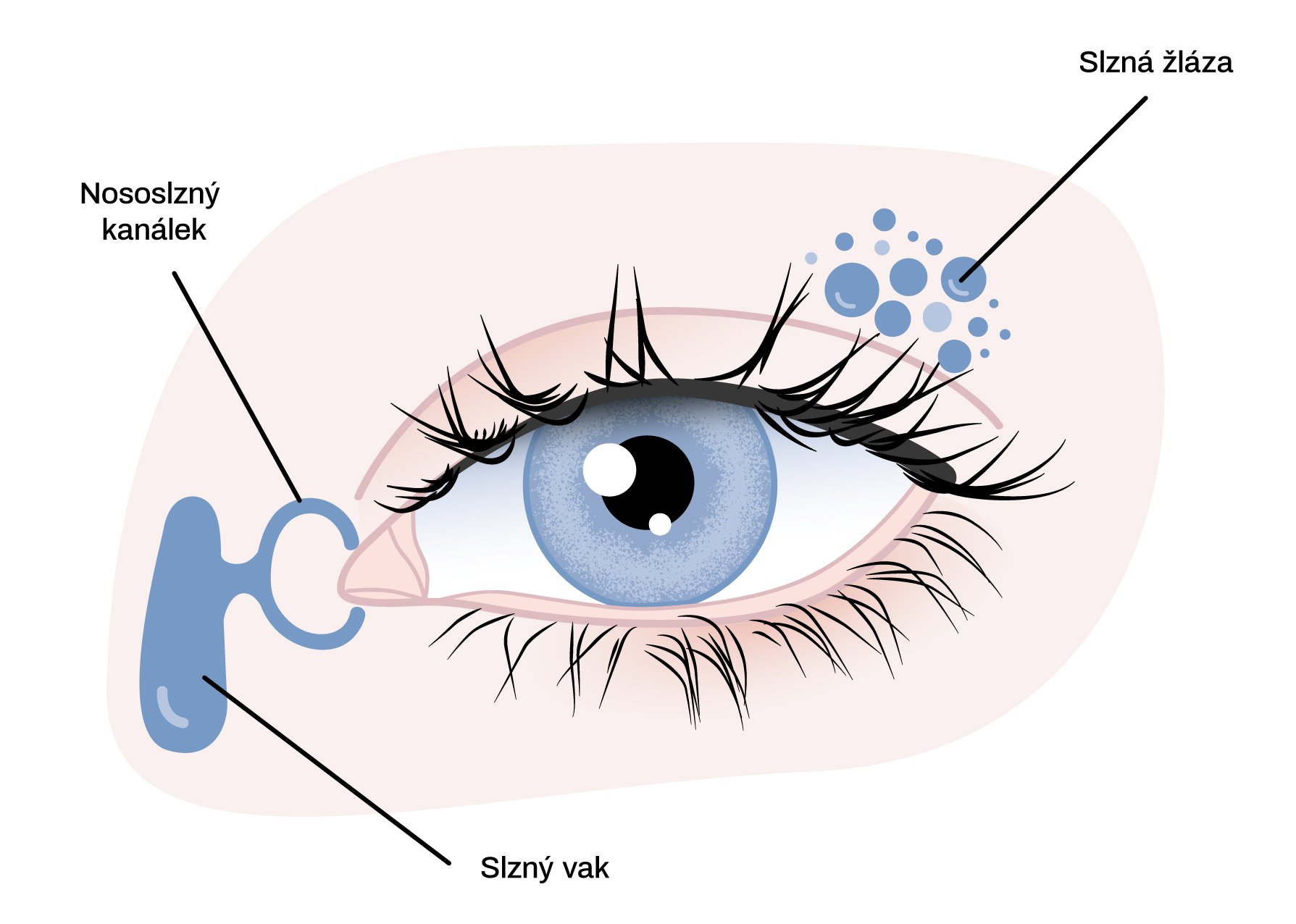
Slzné ústrojí

## Diagnóza

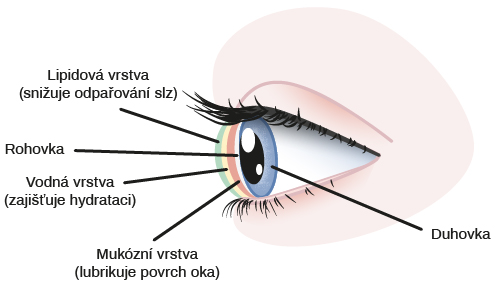
Vrstvy slzného filmu

Stanovení diagnózy syndromu suchého oka je obtížný úkol, při kterém hraje důležitou roli podrobná anamnéza (zaměřená na změny oka, celkové choroby a zhoršení v určitém prostředí). K vyšetření je k dispozici i řada klinických testů:
- Vyšetření na štěrbinové lampě – kontroluje se výška slzného menisku na margu dolního víčka. Normální výška je 0,2 mm.[4]
- Schirmerův test – stanovuje množství sekrece slz pomocí vlhčení filtračního papírku, který se vkládá zevně za okraj víčka na pět minut.[9] Normální hodnoty jsou přes 15 mm, hodnoty 10–15 mm představují deficit slz a méně než 10 mm je pokročilý deficit slz.
- Break-up time test (BUT) – hodnotí stabilitu slzného filmu. Na štěrbinové lampě pod kobaltovým filtrem se hodnotí čas, za který dojde k narušení kontinuity vrstvy slzného filmu na rohovce. Oko je obarvené fluoresceinem, pacient nemrká a lékař pozoruje po určité době tmavé defekty, které odpovídají „roztržení“ slzného filmu. Fyziologické hodnoty BUT jsou nad 15 sekund. Čas pod 5 sekund znamená výrazné zkrácení testu, a tím i stability slzného filmu.[6]
- Barveni bengálskou červení – zobrazí mrtvé rohovkové buňky.[6]
- Barvení fluoresceinem – obarví buňky se sníženou vitalitou, odhalí poškozená oschlá místa.[10].
- Další testy – impresní cytologie, stanovení obsahu laktoferinu, neinvazivní break-up-time, nebo stanovení osmolarity slz.[4]

## Možnosti léčby
Vzhledem k tomu, že syndrom suchého oka většinou souvisí s jiným lokálním nebo systémovým onemocněním, je nutná léčba těchto onemocnění a substituce slz. Substituce slz je prvním krokem v léčbě suchého oka. Řadu obtíží spojených se syndromem suchého oka lze řešit kvalifikovaným poradenstvím již na úrovni návštěvy pacienta v lékárně. Pokud lze dle pacientem uvedených symptomů usuzovat na syndrom suchého oka:
1. Je dobré pacienta upozornit na možné nevhodné vnější prostředí nebo špatné návyky, které mohou syndrom suchého oka vyvolávat.
2. Doporučit pacientovi oční kapky určené pro léčbu syndromu suchého oka. Je na individuálním zvážení každého, který přípravek mu bude vyhovovat. Po aplikaci očních kapek by se mělo pacientovi ulevit. Pokud k úlevě nedochází, měl by pacient vyzkoušet jiné varianty očních kapek, případně navštívit oftalmologa.
3. Doporučuje se, aby pacient do doby zklidnění očí nenosil kontaktní čočky. Nechce-li se však pacient se syndromem suchého oka nošení kontaktních čoček vzdát, může zvlhčovat prostředí oka i s nasazenou čočkou. Zde jsou vhodné přípravky, které neobsahují rizikové konzervační látky, jež mohou oko iritovat. Tyto přípravky jsou vhodné také pro pacienty trpící alergií na specifické konzervační látky.[8]

Z pohledu oftalmologa je vhodné zjistit, která složka slzného filmu je postižena a na základě toho stanovit vhodnou léčbu. V léčbě syndromu suchého oka se užívá:
1. Úprava zevního prostředí (omezení pobytu v klimatizovaném, prašném, zakouřeném prostředí, dostatek spánku, pitný režim, pobyt v přírodě a omezení pobytu před monitorem PC nebo televize). Dlouhodobé trvalé nošení kontaktních čoček se doporučuje u syndromu suchého oka omezit.
2. Medikamentózní léčba (u lehčích forem umělé slzy ve formě kapek (tzv. lubrikancia), případně stimulátory tvorby slz a u těžších stavů léky s protizánětlivým efektem (kortikoidy, cytostatika). Lubrikancia mohou být ve formě kapek, mastí či gelů.[11]
3. Chirurgická léčba (u nejtěžších forem).

U většiny pacientů je však možno vystačit s úpravou prostředí a pravidelným zvlhčováním oka. Na trhu je pestrá nabídka preparátů, kterých lze úspěšně využít. V této souvislosti je nutno upozornit na přítomnost konzervačních látek (jako je např. benzalkoniumchlorid, také cetrimid, chlorhexidin, thiomersal…) v některých preparátech. Jejich buněčná toxicita může působit u této nemoci zvláště negativně. Při častějším kapání se proto doporučují preparáty bez konzervačních látek.

## Prevence
Syndromu suchého oka lze předcházet nebo jeho příznaky zmírnit správnou životosprávou, pravidelnou fyzickou aktivitou, pravidelnými zdravotními prohlídkami, vyhýbání se zakouřenému prostředí, ochranou zraku při práci nebo před UV zářením, pravidelným spánkem, přizpůsobením prostředí, častým mrkáním (je možné provozovat tzv. oční gymnastiku).